# Formica rufa
Espèce
Statut de conservation UICN

NT : Quasi menacé
Formica rufa est une espèce de fourmis du genre Formica et du sous-genre Formica (Formica), connu en français sous le nom de « fourmi rousse des bois ». Cette espèce se trouve couramment dans une grande partie de l'Europe — en particulier dans les forêts de conifères et de feuillus ainsi que dans les parcs.
L’acide formique dont elle se sert pour se défendre et chasser a été extrait en 1671 par le naturaliste anglais John Ray en distillant un grand nombre de fourmis écrasées de cette espèce.

## Description
Les ouvrières peuvent atteindre 8 à 10 mm de longueur. Elles ont des mandibules assez imposantes et comme beaucoup d'autres espèces de fourmis, elles sont capables de produire et de se servir de l'acide formique comme moyen de défense.

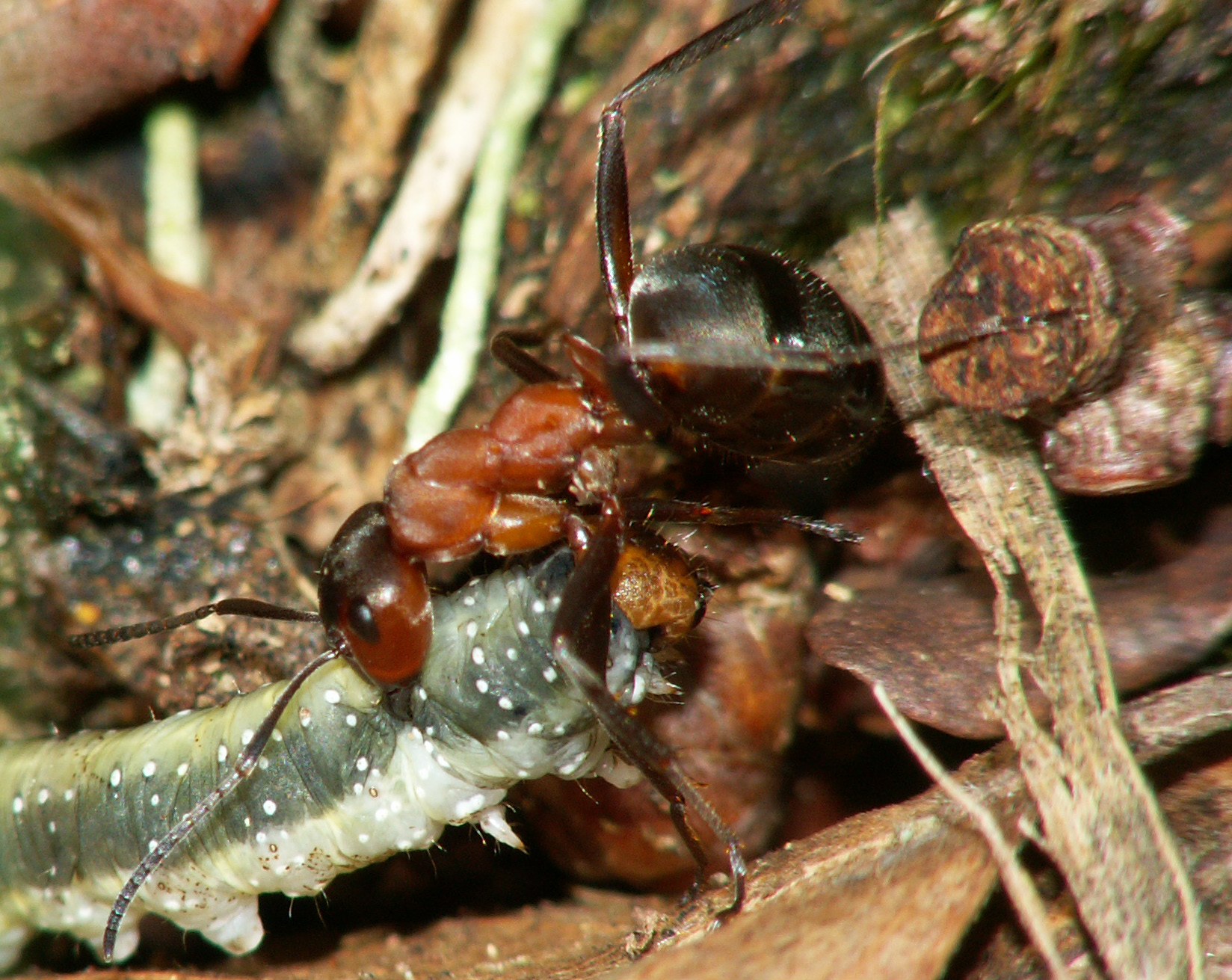
Chenille (peut-être de Lithophane) attaquée par Formica rufa.

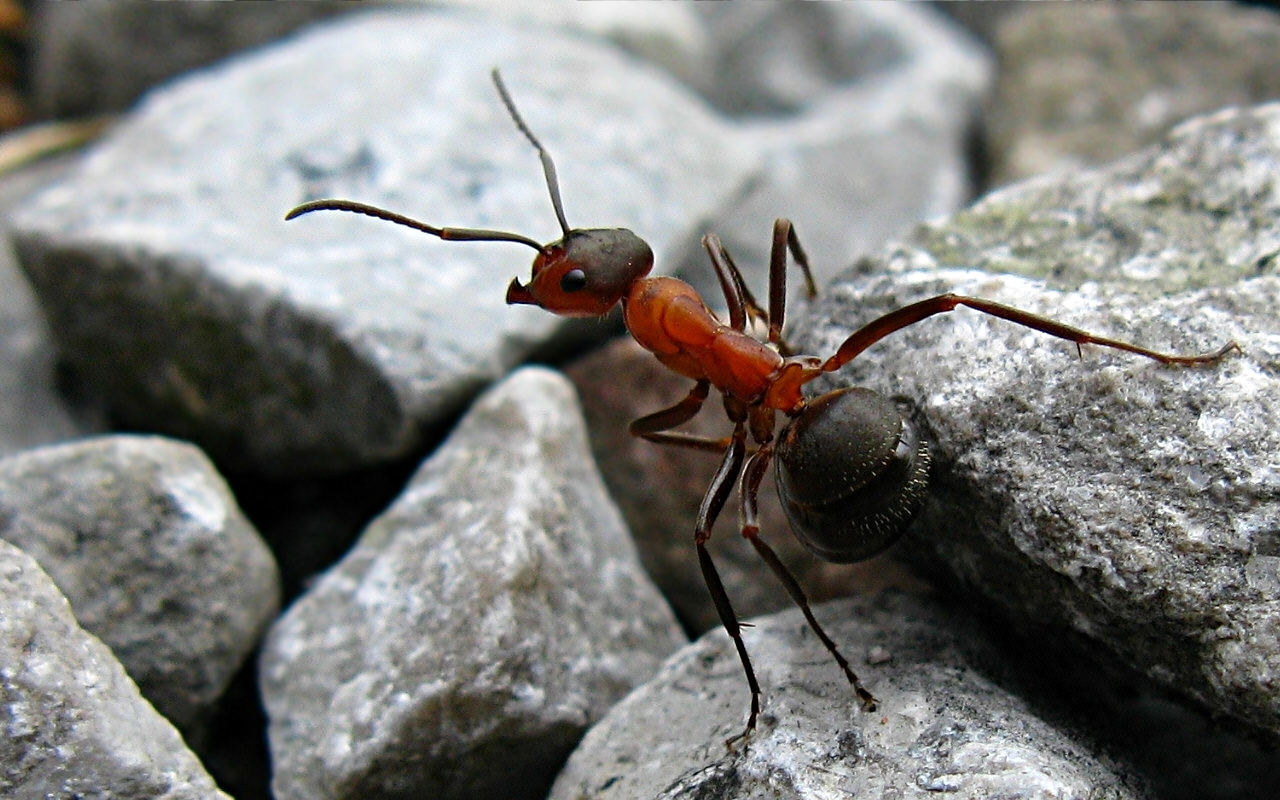
Formica rufa en patrouille.

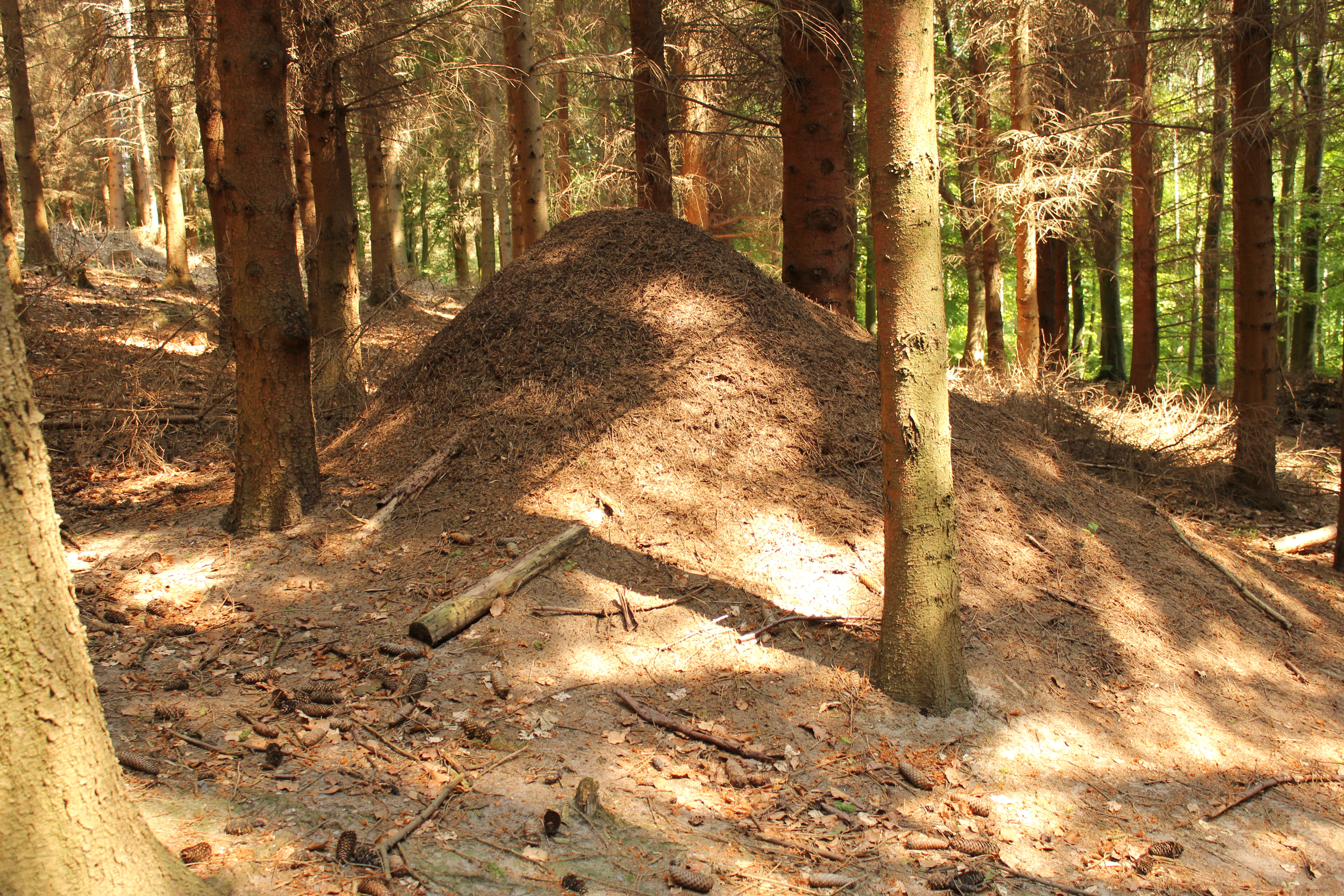
Nid de Formica rufa.

Formica rufa est omnivore et capture des pucerons et des cochenilles pour ensuite en extraire le miellat. Les nids de ces fourmis sont grands, bien en vue, édifiés en forme de dôme, généralement situés dans un sous-bois dégagé. Formica rufa est couramment utilisé dans le secteur forestier à des fins de gestion des ravageurs. Formica rufa peut envoyer un jet d'acide formique à 25 centimètres.
Formica rufa est monogyne. Les nids formés par Formica rufa peuvent atteindre plus d'un mètre et sont appelés « dômes ». Formica rufa est agressive et territoriale ce qui conduit souvent à des combats avec les autres espèces présentes dans le biotope. Les vols nuptiaux ont lieu en Avril, souvent quand le climat est lourd ou après une averse. Ils sont souvent marqués par des batailles féroces entre les colonies voisines pour la redéfinition et la défense des frontières territoriales.
Les ouvrières montrent un polymorphisme considérable et il a été noté que les plus grands individus étaient chargés de la récolte au plus loin des nids.
L'espèce peut également établir des nids par esclavagisme temporaire lors de la création de la colonie par des fondatrices récemment fécondées. Les espèces hôtes sont du sous-genre Formica (serviformica), notamment Formica fusca et Formica lemani[réf. nécessaire].
Les Formica rufa peuvent créer des supercolonies constituées de plusieurs nids et de plusieurs reines, qui sont parfois transportées de nid en nid.
L'espèce est protégée compte tenu de son rôle protecteur de la forêt.

## Confusions possibles
Formica rufa a un aspect très proche d'autres espèces du même genre, cependant, on peut aisément la différencier des espèces suivantes :
- Formica (Coptoformica) spp: elles fabriquent de petits et nombreux monticules en motte souvent végétalisés et possèdent un vertex (somment de la tête) concave.
- Formica (Raptiformica) sanguinea: elles fabriquent de plus petits nids et ont un clypeus échancré et une tête souvent rougeâtre.
- Formica (Serviformica) uralensis a une tête et un prothorax entièrement noirs.
- Formica (Formica) truncorum a une tête beaucoup moins contrastée presque entièrement rouge.

Pour ce qui est des autres espèces du sous-genre Formica (Formica) (F. polyctena, F. pratensis, F. lugubris, F. paralugubris), il est très difficile de les différencier à l’œil nu, ainsi qu'avec Formica rufa. Une observation à l'aide de matériel optique est donc requise pour identifier l'espèce à laquelle appartient un individu ou une colonie.

## Virus
En 2008, le virus de la maladie noire — qui affecte les abeilles, les fourmis et les acariens — a été signalé pour la première fois chez cette espèce, en même temps que chez une autre espèce de fourmis, Camponotus vagus.

## Littérature
Une colonie de Formica rufa nommée Bel-O-Kan est la principale héroïne de la trilogie des fourmis, de Bernard Werber.

## Sources
1. ↑  (en) Charles Earle Raven, John Ray, naturalist : his life and works, Cambridge/London/New York etc., Cambridge University Press, 1986, 506 p. (ISBN 0-521-31083-0)
2. ↑  (en) Wright PJ, Bonser R & Chukwu UO, « The size-distance relationship in the wood ant Formica rufa », Ecological Entomology, vol. 25,‎ 2000, p. 226–233 (DOI 10.1046/j.1365-2311.2000.00253.x)